# سواي لي
خليف مالك بن شامان براون (ولد في 7 يونيو 1993) والمعروف باسم سواي لي (بالإنجليزية: Swae Lee)، هو مغني ومغني راب وملحن أمريكي. وهو نصف ثنائي الهيب هوب راي شريمرد مع شقيقه سليم جكسمي. في عام 2017، ظهر في أغنية «أنفورغاتبل» لفرينش مونتانا، والتي وصلت إلى المركز الثالث في ترتيب بيلبورد هوت 100. أول ألبوم استوديو لسواي لي، سوايكشن تم إصداره في 4 مايو 2018، كجزء من مجموعة ألبومات ثلاثية، والتي تحتوي أيضًا على ألبومات الاستوديو إس أر 3 إم إم التي كتبت بواسطة الفرقة راي شريمورد، و جكسمترو بواسطة سليم جكسمي. أصبحت أغنية "سن فلاور"، تعاونه مع بوست مالون من فيلم سبايدرمان: إنتو ذا سبايدر-فيرس، أول أغنية له تصل المركز الأول في ترتيب بيلبورد هوت 100 كفنان منفرد.

## روابط خارجية
- سواي لي على موقع IMDb (الإنجليزية)
- سواي لي على موقع ميوزك برينز (الإنجليزية)
- سواي لي على موقع أول ميوزيك (الإنجليزية)
- سواي لي على موقع ديسكوغز (الإنجليزية)
- سواي لي على موقع ديسكوغز (الإنجليزية)